# Hossam Salamah Shoman
Hossam Salamah Shoman (* 14. September 1999) ist ein ägyptischer Leichtathlet, der sich auf den Dreisprung spezialisiert hat.

## Sportliche Laufbahn
Erste internationale Erfahrungen sammelte Hossam Salamah Shoman im Jahr 2018, als er bei den Arabischen-U20-Meisterschaften in Amman mit einer Weite von 15,42 m die Goldmedaille gewann. Im Jahr darauf belegte er bei den Arabischen Meisterschaften in Kairo mit 15,56 m den vierten Platz und 2022 gelangte er bei den Afrikameisterschaften in Port Louis mit 15,93 m auf Rang acht. Im Jahr darauf belegte er bei den Arabischen Meisterschaften in Marrakesch mit 7,43 m und 15,68 m jeweils den vierten Platz im Weit- und Dreisprung.
In den Jahren 2018, 2019 und 2021 wurde Shoman ägyptischer Meister im Dreisprung.

## Persönliche Bestleistungen
- Weitsprung: 7,43 m (−0,4 m/s), 24. Juni 2023 in Marrakesch
- Dreisprung: 16,48 m (+1,0 m/s), 16. September 2022 in Maadi